# Heidelberg (Gauteng)
Cet article concerne la ville d'Afrique du Sud située dans la province de Gauteng. Pour celle située dans la province du Cap-Occidental, voir Heidelberg (Cap-Occidental). Pour la ville allemande, voir Heidelberg. Pour les autres significations, voir Heidelberg (homonymie).
Heidelberg est une ville d'Afrique du Sud, située historiquement dans la région du Transvaal et intégrée depuis 1994 dans la province de Gauteng.

## Localisation
Heidelberg est situé à environ  50 km au sud-est de Johannesburg par la route nationale 3, proche de la frontière de la province de Mpumalanga, et à l'extrémité orientale de la réserve naturelle de Suikerbosrand.

## Quartiers

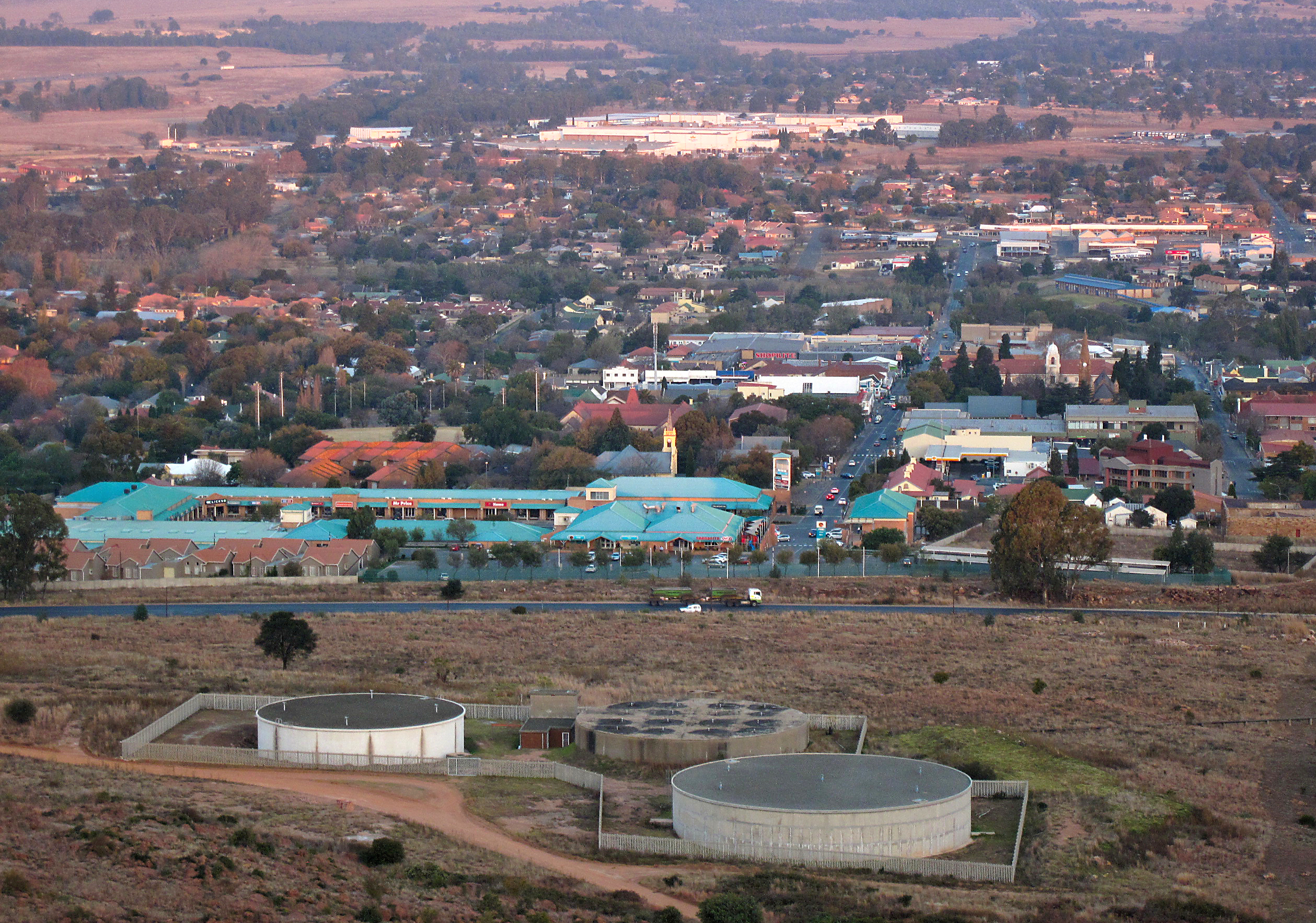
Heidelberg

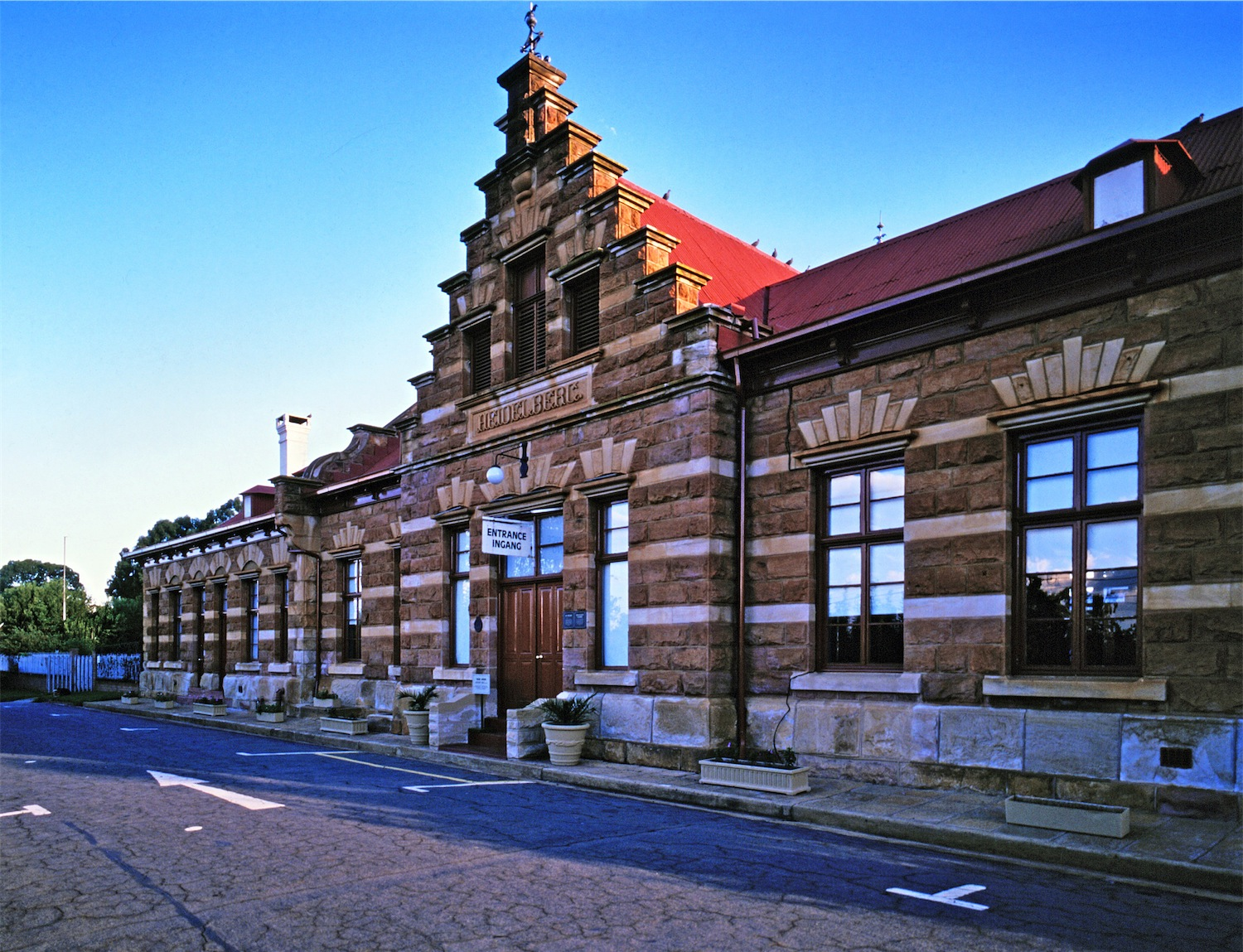
Station ferroviaire de Heidelberg

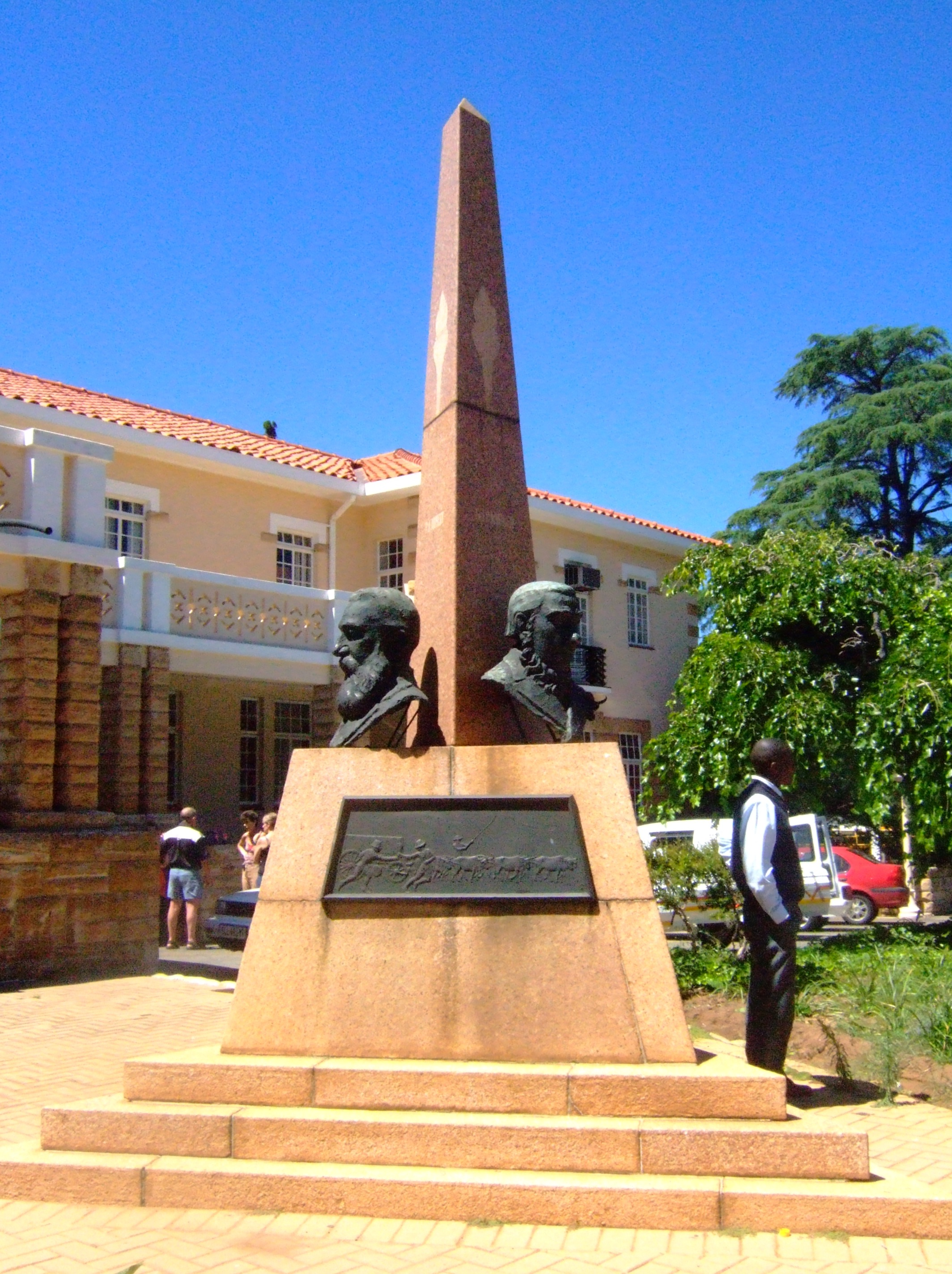
Monument au triumvirat, honorant Paul Kruger, Marthinus Wessel Pretorius et Piet Joubert

Heidelberg se compose de 12 quartiers : Bergsig, Boschfontein AH, Heidelberg AH, Heidelberg Central, Heidelberg Ext 5, Heidelberg SP, Jordaan Park, Overkruin, une parcelle du township de Ratanda, Rensburgdorp, Rifle Range Military Camp et Springfield.

## Démographie
Selon le recensement de 2011, Heidelberg compte 35 563 habitants (56,77 % de Noirs, 37,26 % de Blancs et 1,78 % de coloureds). 
L'afrikaans est la première langue maternelle de la population locale (37,62 %) devant le zoulou (25,04 %) et le sesotho (18,40 %).

## Administration territoriale
Depuis 2000, Heidelberg fait partie de la municipalité locale de Lesedi au sein du district de Sedibeng.

### Maires de Heildelberg
- Busisiwe Joyce Modisakeng (1966-2021), maire (ANC) de Heildelberg de 1995 à 2000

## Historique

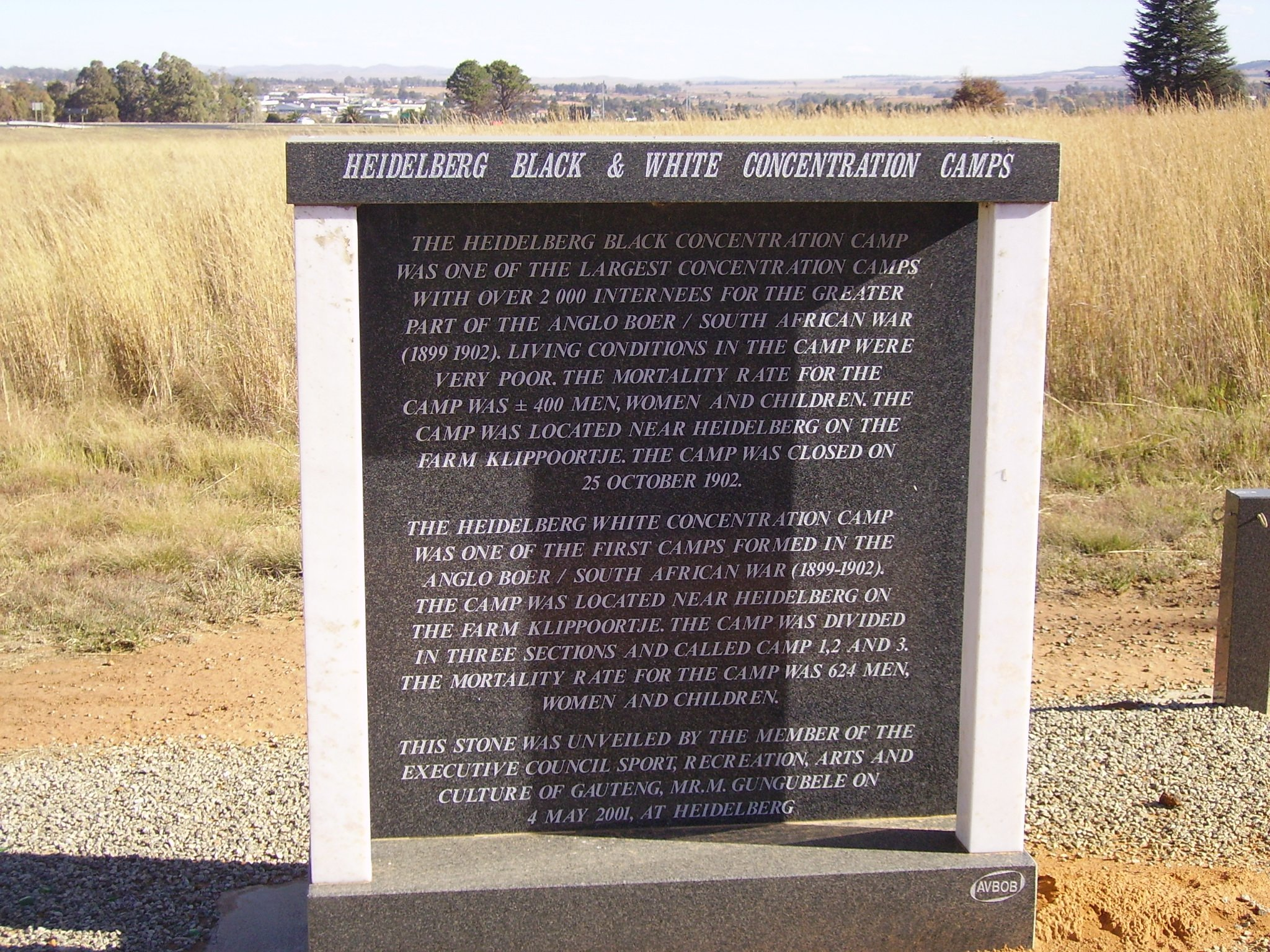
Mémorial interracial commémorant les civils morts dans le camp de concentration

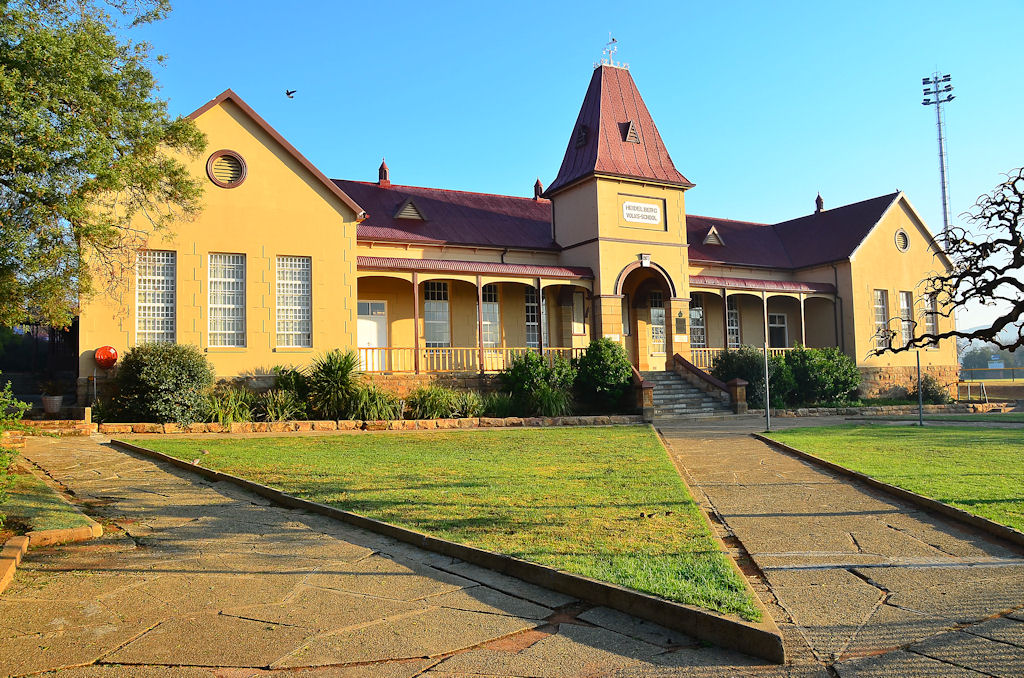
Le lycée de Heidelberg (Volkskool) construit en mémoire des 862 habitants de Heidelberg et de ses environs morts durant la seconde guerre des Boers (1899-1902)

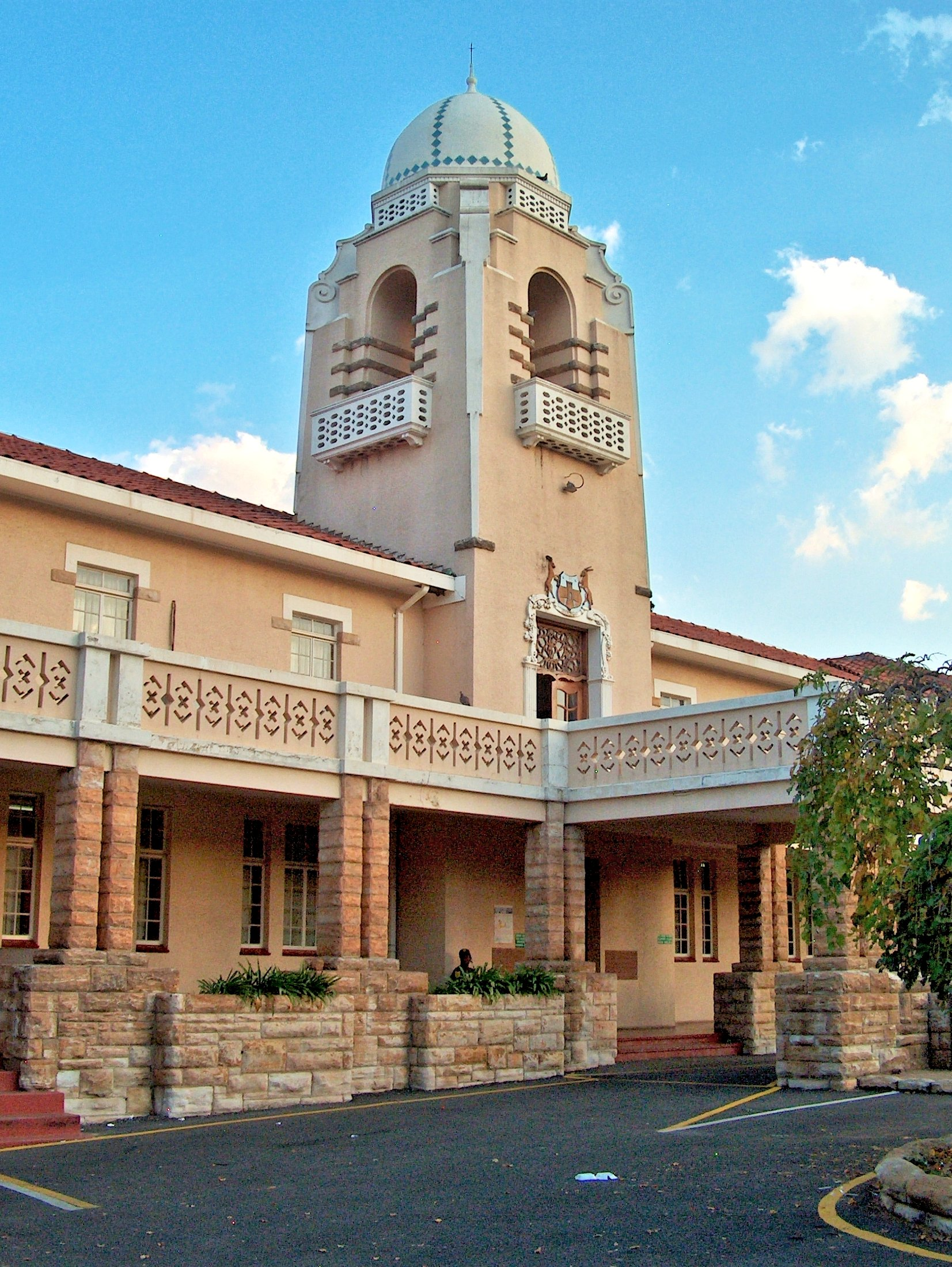
Hôtel de ville (1937), réalisé par Gerard Moerdijk

Fondée en 1862 au Transvaal, la ville s'est développée autour d'un établissement commercial construit par un Allemand nommé Heinrich Julius Ueckermann. En 1866, le district de Heidelberg, géré par un landdroost (magistrat local), est créé sur la région oriental du district de Potchefstroom.
Durant la première guerre des Boers, Heidelberg est capitale provisoire de la République des Boers, la  Zuid Afrikaansche Republiek, de 1880 à 1883. Un monument, réalisé par Hennie Potgieter et situé devant l’hôtel de ville, honore le triumvirat (Paul Kruger, Marthinus Wessel Pretorius et Piet Joubert) qui dirigeait alors le Transvaal.
Durant la seconde guerre des Boers, les Britanniques y ont construit un camp de concentration pour y interner des femmes et des enfants boers. Un monument en leur honneur a été érigé dans le cimetière principal et complété plus récemment par une évocation des femmes et des enfants noirs également morts pendant cette guerre.

## Personnalités liées à la ville
- Johanna Brandt, née à Heidelberg en 1876
- Lehann Fourie né à Heidelberg en 1987